# Йиндржих I из Градца
Йиндржих (Генрих) I из Градца (чеш. Jindřich I. z Hradce; около 1160—1237) — чешский дворянин из рода Витковичей, первый пан Градца, основатель линии панов из Градца.
Старший сын Витека I Прчицкого. Йиндржих был первым паном Градца, ставшим вскоре Йиндржихувым-Градцем. В 1185 году Йиндржих служил при дворе князя Бедржиха. В 1213 г. он посетил рейхстаг в Регенсбурге, а в 1216—1222 гг. был высочайшим маршалком Чешского королевства. Йиндржих часто останавливался при дворе Пршемысла Отакара I. У Йиндржиха были дети: Витек и Сезема.
Похоронен в Цистерцианском монастыре в Велеграде.
Йиндржих владел многочисленными поместьями не только на границе Южной Чехии и Моравии (Йиндржихув-Градец), но и в Центральной Моравии. Он также владел замком Банов.